# Brézina
Brezina là một đô thị thuộc tỉnh El Bayadh, Algérie. Dân số thời điểm năm 2002 là 8.536 người.